# Щучкі
Щучкі (пол. Szczuczki) — село в Польщі, у гміні Войцехув Люблінського повіту Люблінського воєводства.
Населення — 171 особа (2011).

## Демографія
Демографічна структура станом на 31 березня 2011 року:
|          | Загалом | Допрацездатний вік | Працездатний вік | Постпрацездатний вік |
| -------- | ------- | ------------------ | ---------------- | -------------------- |
| Чоловіки | 83      | 17                 | 57               | 9                    |
| Жінки    | 88      | 18                 | 46               | 24                   |
| Разом    | 171     | 35                 | 103              | 33                   |